# Seznam dílů seriálu Star Wars: Vize
Toto je seznam dílů seriálu Star Wars: Vize (v původním znění Star Wars: Visions).

## Přehled řad
| Řada | Díly | Premiéra na Disney+ | Premiéra na Disney+ |
| Řada | Díly | První díl           | Poslední díl        |
| ---- | ---- | ------------------- | ------------------- |
| 1    | 9    | 22. září 2021       | 22. září 2021       |
| 2    | 9    | 4. května 2023      | 4. května 2023      |
| 3    | 9    | 29. října 2025      | 29. října 2025      |

## Seznam dílů

### První řada (2021)
První řada seriálu byla vytvořena výhradně v Japonských animátorských studiích 
| Č. v seriálu | Č. v řadě | Originální název                                                 | Český název         | Režie           | Scénář                       | Animátorské studio        | Premiéra na Disney+ |
| ------------ | --------- | ---------------------------------------------------------------- | ------------------- | --------------- | ---------------------------- | ------------------------- | ------------------- |
| 1            | 1         | The Duel Djueru (デュエル)                                       | Souboj              | Takanobu Mizuno | Takaši Okazaki               | Kamikaze Dóga             | 22. září 2021       |
| 2            | 2         | Tatooine Rhapsody Tatuín Rapusodi (タトゥイーン・ラプソディ)     | Tatooinská rapsodie | Taku Kimura     | Jasumi Ataraši               | Geno Studio (Twin Engine) | 22. září 2021       |
| 3            | 3         | The Twins Cuinzu (ツインズ)                                      | Dvojčata            | Hirojuki Imaiši | Hiromi Wakabajaši            | Trigger                   | 22. září 2021       |
| 4            | 4         | The Village Bride Mura no hanajome (村の花嫁)                    | Vesnická nevěsta    | Hitoši Haga     | Takahito Óniši a Hitoši Haga | Kinema Citrus             | 22. září 2021       |
| 5            | 5         | The Ninth Jedi Kjúninme no Džedai (九人目のジェダイ)             | Devátá Jedi         | Kendži Kamijama | Kendži Kamijama              | Production I.G            | 22. září 2021       |
| 6            | 6         | T0-B1                                                            | T0-B1               | Abel Góngora    | Júičiró Kido                 | Science SARU              | 22. září 2021       |
| 7            | 7         | The Elder Erudá (エルダー)                                       | Stařec              | Masahiko Ócuka  | Masahiko Ócuka               | Trigger                   | 22. září 2021       |
| 8            | 8         | Lop and Ochō Norausa Roppu to hió Očó (のらうさロップと緋桜お蝶) | Lop a Ochō          | Júki Igaraši    | Sajawaka                     | Geno Studio (Twin Engine) | 22. září 2021       |
| 9            | 9         | Akakiri 赤霧                                                     | Akakiri             | Eunjoung Čchoi  | Júičiró Kido                 | Science SARU              | 22. září 2021       |

### Druhá řada (2023)
Na rozdíl od první řady vytvořené výhradně v Japonských animátorských studiích, byla druhá řada tvořena v animátorských studiích v zemích z celého světa. 
| Č. v seriálu | Č. v řadě | Originální název         | Český název         | Režie                         | Scénář                                                                | Animátorské studio                              | Premiéra na Disney+ |
| ------------ | --------- | ------------------------ | ------------------- | ----------------------------- | --------------------------------------------------------------------- | ----------------------------------------------- | ------------------- |
| 10           | 1         | Sith                     | Sith                | Rodrigo Blaas                 | Rodrigo Blaas                                                         | El Guiri (Španělsko)                            | 4. května 2023      |
| 11           | 2         | Screecher’s Reach        | Vřeštilina strž     | Paul Young                    | Will Collins a Jason Tammemägi                                        | Cartoon Saloon (Irsko)                          | 4. května 2023      |
| 12           | 3         | In The Stars             | Ve hvězdách         | Gabriel Osorio                | Gabriel Osorio                                                        | Punkrobot (Chile)                               | 4. května 2023      |
| 13           | 4         | I Am Your Mother         | Já jsem tvá matka   | Magdalena Osinska             | námět: Magdalena Osinsaka scénář: Holly Walsh a Barunka O'Shaughnessy | Aardman (Velká Británie)                        | 4. května 2023      |
| 14           | 5         | Journey to the Dark Head | Cesta k temné hlavě | Hyeong Geun Park              | Chung Se Rang                                                         | Studio Mir (Jižní Korea)                        | 4. května 2023      |
| 15           | 6         | The Spy Dancer           | Tanečnice špionkou  | Julien Chheng                 | Julien Chheng                                                         | Studio La Cachette (Francie)                    | 4. května 2023      |
| 16           | 7         | The Bandits of Golak     | Bandité Golaku      | Ishan Shukla                  | Ishan Shukla                                                          | 88 Pictures (Indie)                             | 4. května 2023      |
| 17           | 8         | The Pit                  | Jáma                | LeAndre Thomas a Justin Ridge | LeAndre Thomas                                                        | D’art Shtajio (Japonsko) a Lucasfilm Ltd. (USA) | 4. května 2023      |
| 18           | 9         | Aau’s Song               | Aau a její píseň    | Nadia Darries a Daniel Clarke | Nadia Darries a Daniel Clarke                                         | Triggerfish (Jižní Afrika)                      | 4. května 2023      |

### Třetí řada (2025)
V listopadu 2024 bylo oznámeno, že v roce 2025 bude vydána devítidílná třetí řada. Tato řada bude vytvořena opět výhradně v Japonských animátorských studiích 
| Č. v seriálu                                   | Č. v řadě | Originální název       | Český název   | Režie             | Scénář          | Animátorské studio      | Premiéra na Disney+ |
| ---------------------------------------------- | --------- | ---------------------- | ------------- | ----------------- | --------------- | ----------------------- | ------------------- |
| 19                                             | 1         | The Duel: Payback      | bude oznámeno | Takanobu Mizuno   | bude oznámeno   | Kamikaze Dóga and ANIMA | 29. října 2025      |
| Pokračování dílu první řady „Souboj“           |           |                        |               |                   |                 |                         |                     |
| 20                                             | 2         | The Lost Ones          | bude oznámeno | Hitoši Haga       | bude oznámeno   | Kinema Citrus           | 29. října 2025      |
| Pokračování dílu první řady „Vesnická nevěsta“ |           |                        |               |                   |                 |                         |                     |
| 21                                             | 3         | Child of Hope          | bude oznámeno | Naojoši Šiotani   | Naojoši Šiotani | Production I.G          | 29. října 2025      |
| Pokračování dílu první řady „Devátá Jedi“      |           |                        |               |                   |                 |                         |                     |
| 22                                             | 4         | Yuko's Treasure        | bude oznámeno | Masaki Tačibana   | bude oznámeno   | Kinema Citrus           | 29. října 2025      |
| 23                                             | 5         | The Smuggler           | bude oznámeno | Masahiko Ocuka    | bude oznámeno   | Studio Trigger          | 29. října 2025      |
| 24                                             | 6         | The Bounty Hunters     | bude oznámeno | Ken Jamamoto      | bude oznámeno   | Wit Studio              | 29. října 2025      |
| 25                                             | 7         | The Song of Four Wings | bude oznámeno | Hirojasu Kobajaši | bude oznámeno   | Project Studio Q        | 29. října 2025      |
| 26                                             | 8         | The Bird of Paradise   | bude oznámeno | Tadahiro Jošihira | bude oznámeno   | Polygon Pictures        | 29. října 2025      |
| 27                                             | 9         | Black                  | bude oznámeno | Šinja Ohira       | Šinja Ohira     | David Production        | 29. října 2025      |